# Yves Ouvrieu
Yves Marie Joseph Ouvrieu dit Yves Ouvrieu (alias Gilles et Jean Orsini dans la Résistance française), né le 10 juin 1916 à Limogne (Lot) et mort abattu le 27 mai 1944 à Saint-Girons (Ariège), est un contrôleur à l’Office des céréales, résistant de la Haute-Garonne (AS/CFL ; agent du  réseau Gallia), chargé de missions clandestines dans le Lot et l’Ariège.

## Biographie
Yves Ouvrieu est né le 10 juin 1916 à Limogne (Lot). Il est le fils d'Achille Ouvrieu, médecin et maire de Limogne.

### Seconde Guerre mondiale

#### Service militaire
En 1939-1940, Yves Ouvrieu est  quartier-maître chef de la marine affecté au contrôle téléphonique de Toulon (Var)

#### Retour à la vie civile
En 1942, il devint contrôleur sous contrat à l'Office des céréales à Toulouse (Haute-Garonne).

#### Résistance
Depuis décembre 1941, il fait partie de la Résistance, dans une organisation de renseignement Imperium, dans la région de Toulon,  puis de Toulouse.
Le 19 janvier 1944, il détruit des machines fabriquant des hélices à pas variable pour les avions de la Luftwaffe à l’usine Ratier de Figeac (Lot).Cette action est réalisée en collaboration avec plusieurs organisations de la Résistance du Lot. Il est blessé légèrement par un officier allemand lors de cette mission. La police allemande le recherche.
En février 1944, il devient chef du service de renseignements des CFL de la R4 et Forces françaises de l'intérieur (FFI) avec le grade de commandant. Il est membre du réseau Gallia.

### Mort
Le 27 mai 1944, en mission à Saint-Girons (Ariège),  pour y reconstituer le service de renseignement, convoyé par Yvette Garrabé et André Guillaumot, il est pris dans un guet-apens par deux agents supplétifs de la police allemande, sous prétexte de descendre un agent particulièrement dangereux. Lorsqu’il s’aperçoit du traquenard, boulevard du maréchal Foch à 23 h 15 minutes, il blesse un des supplétifs, Philippe Berkane qui l’abat d’une balle dans la nuque à 23 h 15 minutes. Yvette Garrabé est aussi tuée.
Son décès, déclaré le lendemain par le commissaire de police de Saint-Girons, est enregistré sous le nom de Jean Orsini, né à Bastia le 19 février 1913, domicilié à Toulouse 13 rue Sainte-Ursule, contrôleur à l’Office national interministériel des céréales. Son identité réelle est reconnue par jugement du tribunal civil de Saint-Girons en août 1945.
Un rapport de la Gendarmerie (décembre 1963 ou janvier 1964), "Opérations des forces de l’Axe [en Ariège] note qu’Yves Ouvrieu fut abattu par deux agents français de la police allemande de Saint-Girons, Philippe Berkane et Roger Vidali.

## Famille
L'épouse d'Yves Ouvrieu est institutrice. Son frère, Charles Ouvrieu, né le 28 février 1917 à Limogne est déporté par le train de la mort le 2 juillet 1944 vers Dachau d’où il revient.

## Honneurs
- Homologué capitaine Forces françaises de l'intérieur (FFI) en juin 1946[1]
- Plaque commémorative à Saint-Girons, sur le lieu où il est  abattu avec Yvette Garrabé[1]
- Chevalier de la Légion d'honneur à titre posthume[1].
- Son nom figure sur les monuments aux morts de Limogne-en-Quercy (Lot) et de Figeac (Lot)[1]